# Ulica Nowa we Wrocławiu

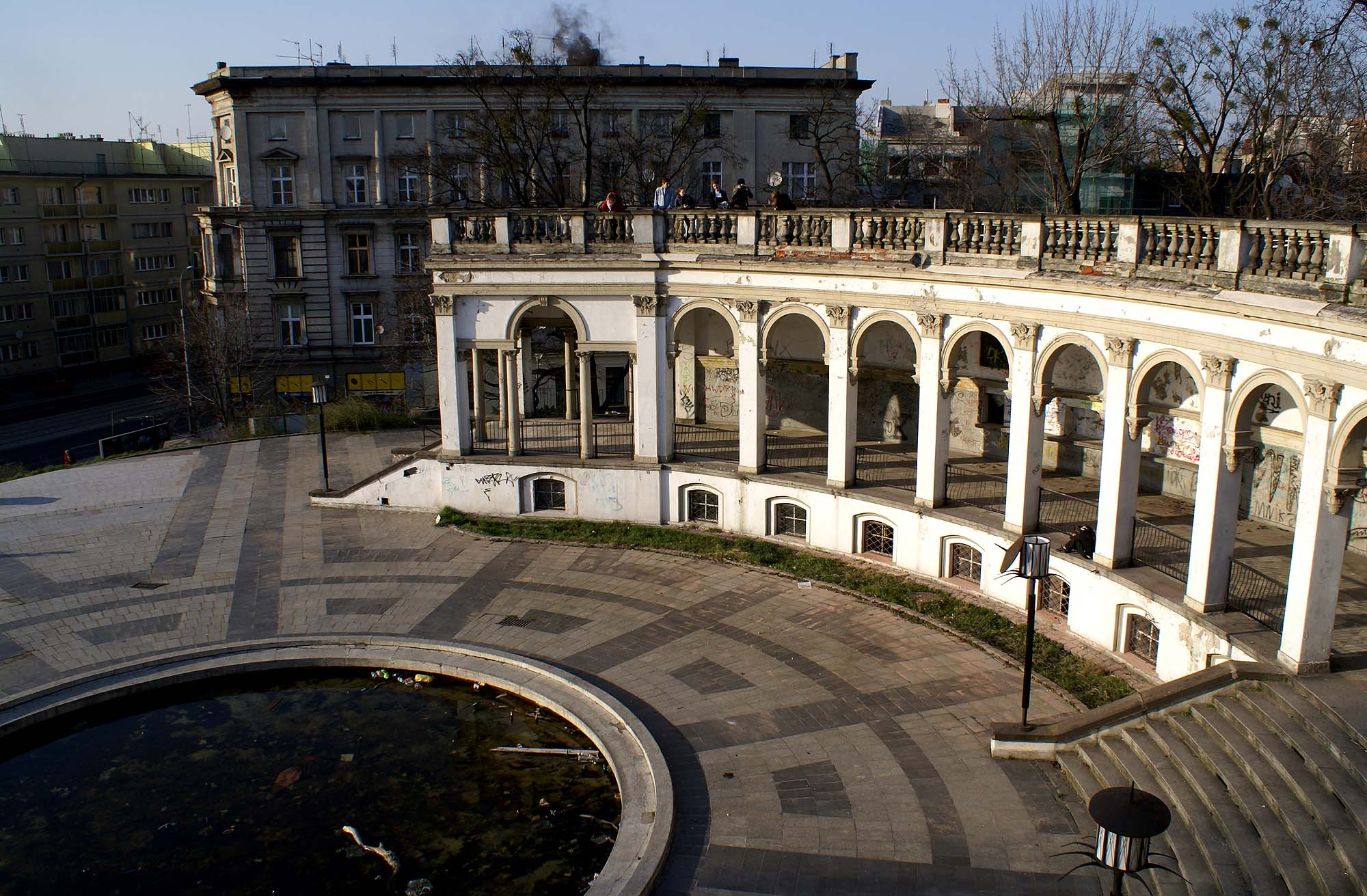
Kolumnada, w tle zabudowa ul. Nowej

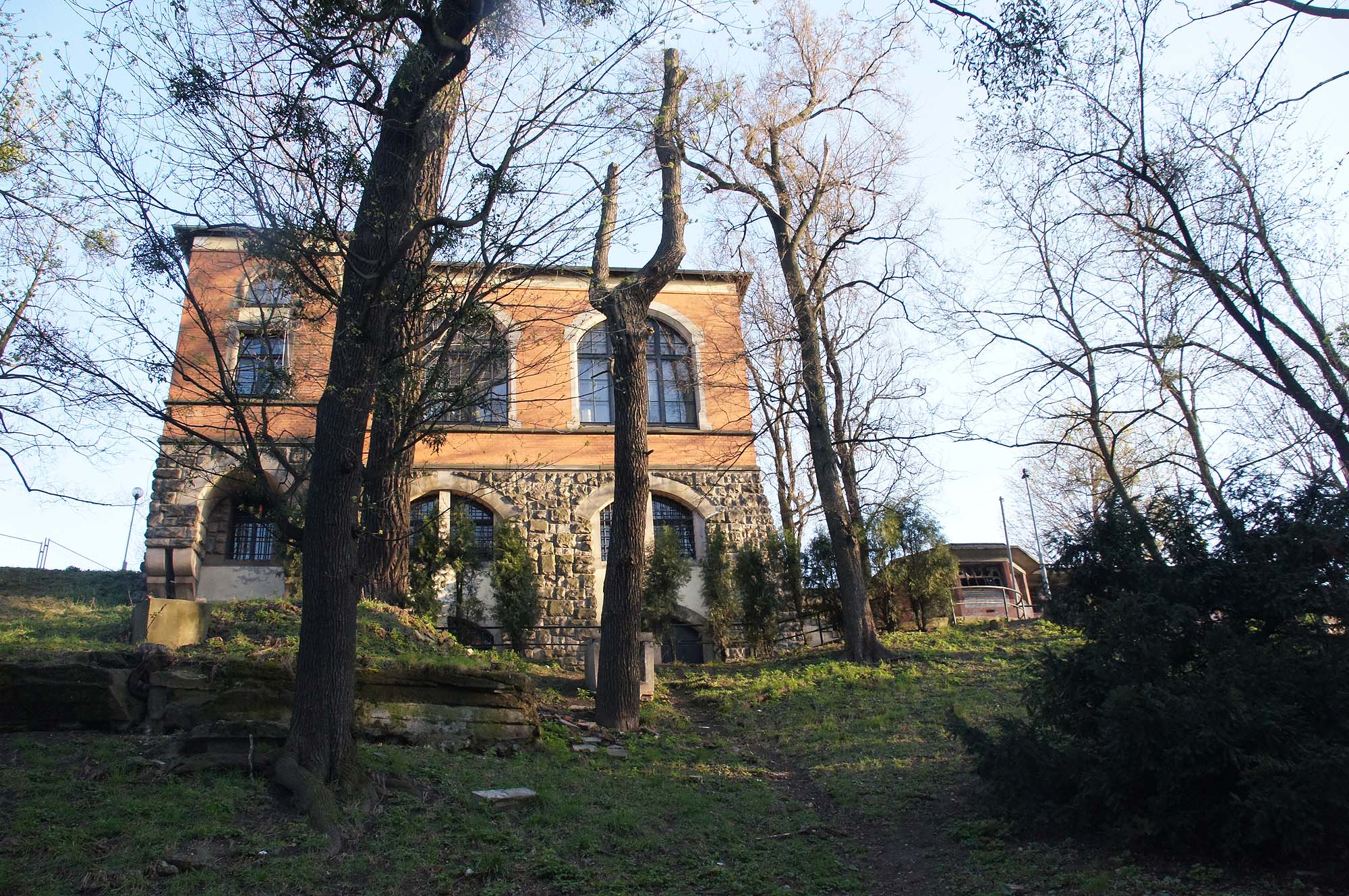
Wzgórze od strony ul. Nowej

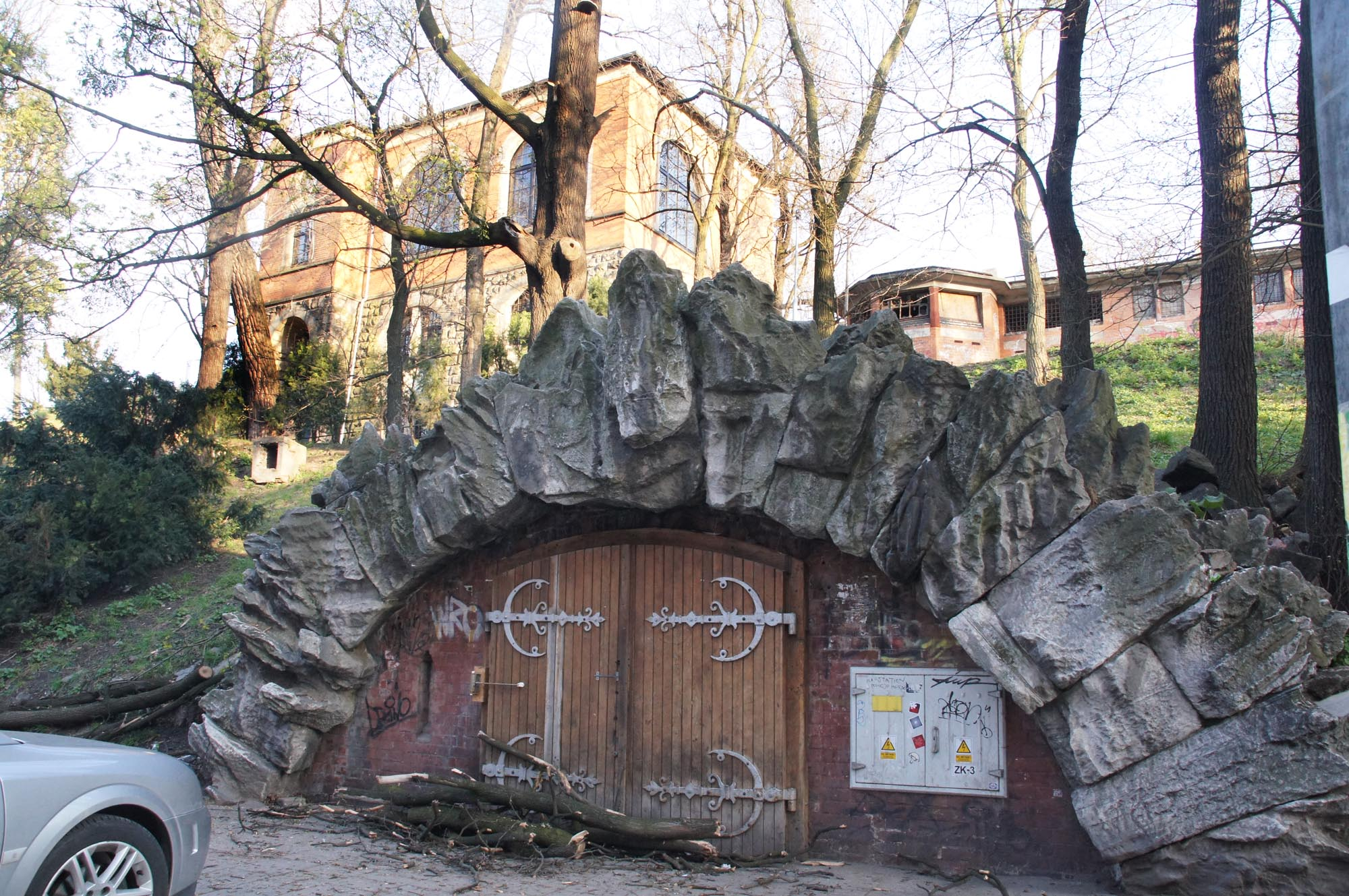
Wzgórze od strony ul. Nowej

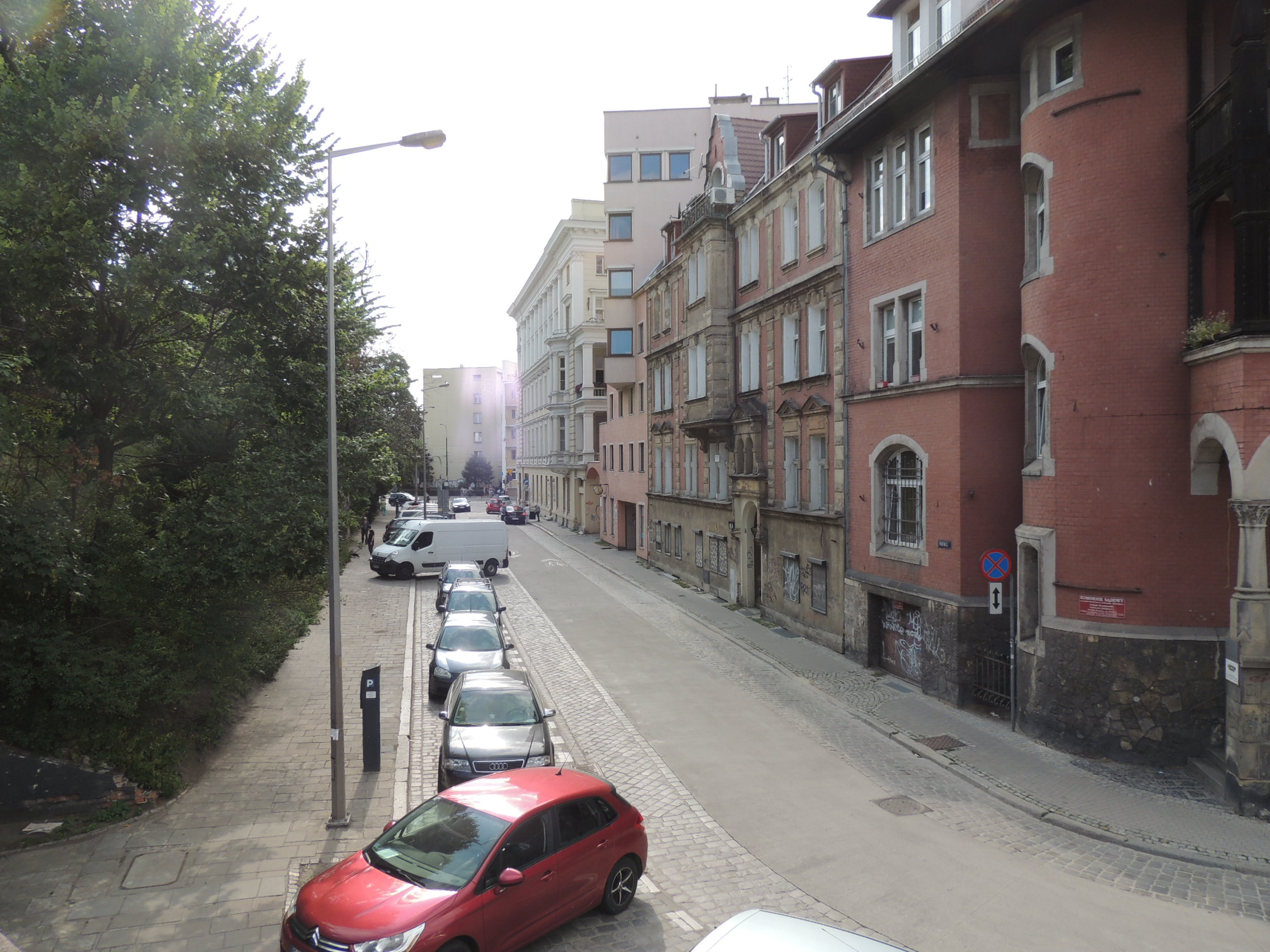
Odcinek w kierunku ul. P. Skargi.

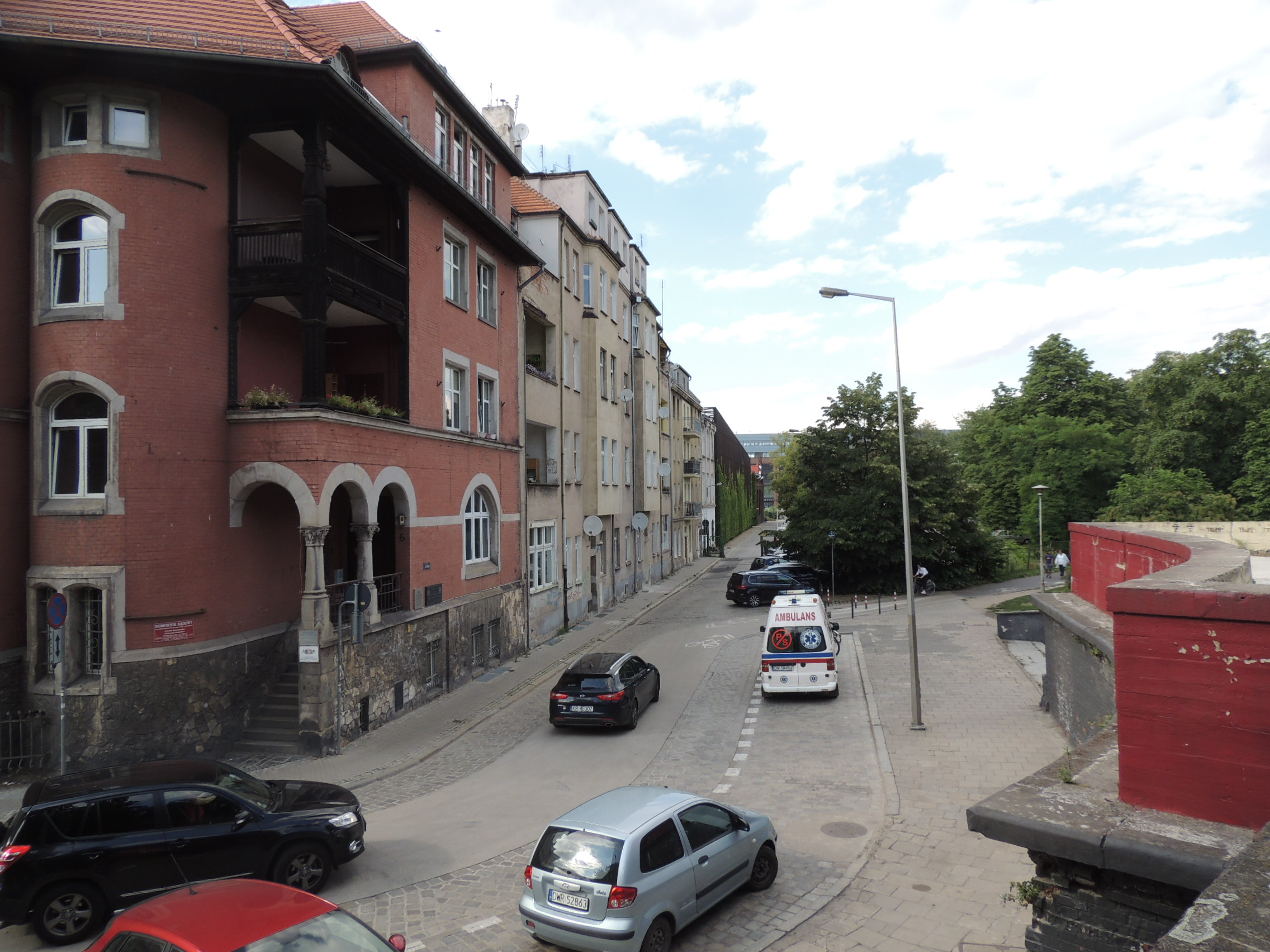
Odcinek w kierunku północnym.

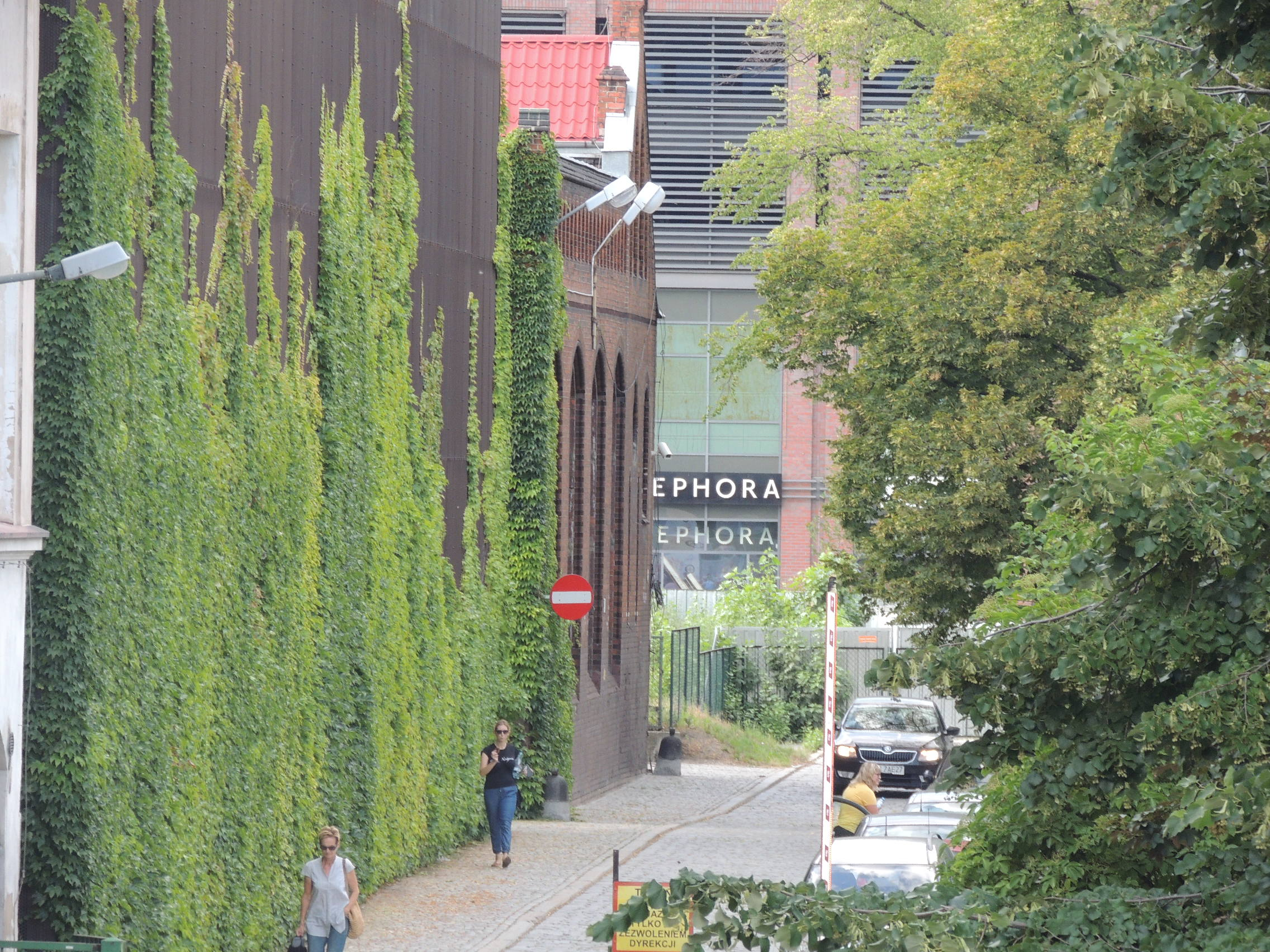
Droga niepubliczna.

Ulica Nowa – ulica położona we Wrocławiu na Starym Mieście. Ulica stanowi sięgacz mający swój początek w ulicy Piotra Skargi, a kończący się przy Promenadzie Staromiejskiej. Ma 175 m długości. Północną i wschodnią stronę ulicy zajmuje zabudowa pierzejowa, w tym zabytkowe kamienice, natomiast strona wschodnia i południowa to tereny zieleni, w tym objęte ochroną zabytków Wzgórze Partyzantów i wymieniona wyżej Promenada Staromiejska.

## Historia
Pierwszy zapis dotyczący tej ulicy pochodzi z 1371 r. Już ówcześnie nosiła ona nazwę ulicy nowej (Neuegasse), bowiem właśnie w XIV wieku powstała, po wybudowaniu drugiej linii murów obronnych, wzdłuż których została poprowadzona. Zaczynała się w okolicach Górki Kaceskiej, dziś nieistniejącej i wchłoniętej w okresie powojennym przez plac Dominikański. W tamtym rejonie znajdowało się więzienie nowomiejskie. Na południu natomiast kończyła się nieco wcześniej niż obecnie, bo w miejscu zakrętu do ulicy Piotra Skargi (lub według innych źródeł przy Bramie Oławskiej). Tu mieścił się dom kata (ówcześnie numer 11, współcześnie numer 14). Pobliskie domy zamieszkałe były w tamtych czasach przez uboższe warstwy społeczeństwa, głównie służbę.
Wskazuje się, że w późniejszych wiekach nie wspominano o ulicy nowej, co mogło oznaczać zaliczanie położonych tu domów do Górki Kacerskiej lub ulicy Oławskiej. Ponowne zapisy o ulicy Nowej pojawiają się w 1824 r. (cześć źródeł podaje, że to wówczas przedłużono ją do wspomnianej wyżej katowni). W 1892 r. ulicę przedłużono do obecnej ulicy Piotra Skargi, po rozebraniu murów miejskich.
Według źródeł ulica ta stanowiła swego rodzaju ośrodek życia Polaków. W lokalach tu położonych odbywały się różne spotkania i uroczystości oraz zebrania polskich organizacji działających w mieście. Przez Niemców potocznie ulica w tym okresie nazywana była ulicą Polską. Z ważniejszych odnotowanych uroczystości wymienia się między innymi:
- uroczystość ku czci Kornela Ujejskiego i Adama Asnyka zorganizowana pod numerem 25 w dniu 1.11.1897 r. przez członków Polskiego Towarzystwa Gimnastycznego „Sokół” – Towarzystwo Gimnastyczne „Sokół” we Wrocławiu,
- akademię upamiętniającą dzień 3 maja w 1898 r., również przez członków „Sokoła”, w sali „Cassina”
- coroczne zebrania członków Towarzystwa Przemysłowców Polskich, również w sali „Cassina”
- stałe spotkania Polaków w restauracji „Eldorado” Jana Kwaczeskiego mieszczącej się pod numerem 27[5].

Oprócz różnych spotkań i uroczystości stałym elementem ulicy była mieszcząca się w wynajętym pod numerem 18 lokalu polska szkółka, biblioteka i czytelnia. Oprócz wymienionej działalności miały tu miejsce także amatorskie przedstawienia polskich sztuk teatralnych oraz organizowanie gwiazdki dla biednych dzieci. Przy ulicy Nowej 18 mieściła się także od 1920 r. siedziba polskiego konsulatu we Wrocławiu. Po antypolskiej demonstracji na placu Wolności związanej z przeprowadzanym na Górnym Śląsku plebiscytem placówka została zdemolowana w dniu 26.08.1920 r. Sprawcy zajścia zostali ułaskawieni.
W czasie II wojny światowej przy ulicy Nowej zbudowano betonowy bunkier przy Wzgórzu Partyzantów. Mieściła się tu kwatera dowództwa Festung Breslau. Bunkier zachował się do dziś. Lecz w wyniku działań wojennych zniszczeniu uległy wszystkie domy o numerach powyżej 16. Spowodowało to likwidację odcinka ulicy przy posesjach od numeru 16 wzwyż. Najpierw decyzją Miejskiej Rady Narodowej z 28.04.1951 r. utworzono plac Dominikański, który ówcześnie otrzymał nazwę placu Dzierżyńskiego, a w ramach tej decyzji zlikwidowano odcinek od Górki Kacerskiej do ulicy Oławskiej. Następnie 20.10.1956 r. zlikwidowano odcinek od ulicy Nowej 16 do ulicy Oławskiej, zaś teren po zlikwidowanej ulicy zagospodarowano na potrzeby IX Liceum Ogólnokształcące imienia Juliusza Słowackiego, położonego przy ulicy Piotra Skargi 29/31.
Po II wojnie światowej w wieży na wzgórzu urządzono małe planetarium. Przez pewien okres miało tu swoją siedzibę Polskie Towarzystwo Miłośników Astronomii. Natomiast w kazamatach urządzono przez pewien czas oddział Muzeum Historycznego. Po zmianie ustrojowej w Polsce mieściły się tu klub muzyczny „Kazamaty”, a w lokalu przy Piotra Skargi urządzone klub nocy „Reduta”.
W 2017 r. wykonano przebudowę ulicy. W jej ramach zbudowano między innymi nowe drogi rowerowe .

## Nazwy
W swojej historii ulica nosiła następujące nazwy:
- Neuegasse, do 1945 r.[3][11]
- Nowa, od 1945 r.[1][3][11]

Współczesna nazwa ulicy została nadana przez Zarząd Miejski i ogłoszona w okólniku nr 97 z 31.11.1945 r..

## Układ drogowy
Do ulicy przypisana jest droga gminna numer 105038D o długości 157 m klasy dojazdowej położona na działce o powierzchni 2379 m2. Ulica biegnie od ulicy Piotra Skargi zmieniając kierunek na północny przy posesji o numerze 6. Łączy się w okolicach budynków o numerach 8-12 z przebiegającą tu równolegle Promenadą Staromiejską nad Fosą Miejską. Dalej biegnie jeszcze krótki odcinek przy posesji pod numerem 14. Za tym budynkiem kończy się droga publiczna i dalej biegnie droga wewnętrzna posesji położonych przy ulicy Piotra Skargi. Wzdłuż ulicy do promenady obowiązuje wykonanie i utrzymanie trasy rowerowej.
Ulice powiązane z ulicą Nową:
- skrzyżowanie z sygnalizacją świetlną: ul. Piotra Skargi[1][20]
- deptak: Promenada Staromiejska[8].

## Zabudowa i zagospodarowanie
Pierzeję północną i zachodnią ulicy stanowi ciągła zabudowa pierzejowa obejmująca zachowane kamienice i zabudowę uzupełniającą. Natomiast południowa i wschodnia strona ulicy to miejskie tereny zielone Wzgórza Partyzantów oraz Promenady Staromiejskiej.
Ulica położona jest w obszarze znajdującym się na wysokości bezwzględnej pomiędzy 119 a 120 m n.p.m.. Obszar ten objęty jest rejonem statystycznym numer 933230, w którym na dzień 31.12.2018 r. zameldowane były 339 osoby, a gęstość zaludnienia wynosiła 3362 osoby/km². Ulica położona jest w obszarze zabudowy śródmiejskiej.

## Ochrona i zabytki
Obszar, na którym położona jest ulica Nowa, podlega ochronie w ramach zespołu urbanistycznego Starego Miasta z XIII–XIX wieku, wpisanego do rejestru zabytków pod nr. rej.: 196 z 15.02.1962 oraz A/1580/212 z 12.05.1967 r.. Inną formą ochrony tych obszarów jest ustanowienie historycznego centrum miasta, w nieco szerszym obszarowo zakresie niż wyżej wskazany zespół urbanistyczny, jako pomnik historii  . Samo miasto włączyło ten obszar jako cenny i wymagający ochrony do Parku Kulturowego "Stare Miasto", który zakłada ochronę krajobrazu kulturowego oraz uporządkowanie, zachowanie i właściwe kształtowanie krajobrazu kulturowego oraz historycznego charakteru najstarszej części miasta .
Dla budynków chronionych w ramach gminnej ewidencji zabytków i miejscowego planu zagospodarowania przestrzennego ochronie podlegają takie elementy jak gabaryty budynków, formy dachów, i elewacje od strony ulicy. Tereny te położone są w strefie ochrony konserwatorskiej zabytków archeologicznych oraz strefie ochrony konserwatorskiej, która narzuca ochronę wymienionych obiektów oraz ochronę charakteru układu ulicznego, nawierzchni ulic oraz charakteru układu zieleni. Ponadto jest to teren objęty obszarem rehabilitacji istniejącej zabudowy i infrastruktury technicznej.
Przy ulicy i w najbliższym sąsiedztwie znajdują się następujące zabytki:
| obiekt, położenie | powstanie, nr rej. | fotografia |
| --- | --- | ---------- |
| strona północna i zachodnia | |            |
| Kamienica z częścią usługową ("Cafe National" - 1902, handel winem i bar "Pod Winogronem" – około 1910-1915), obecnie budynek mieszkalno-biurowo-handlowy ulica Piotra Skargi 19, ulica Nowa 2 | lata 1875-1876 (projekt H. Simona; na miejscu wcześniejszej) A/1099 z dnia 12.01.2010 r.                                                                     |            |
| Kamienica ulica Nowa 4 | około 1895 r. gez, mpzp |            |
| Siedziba korporacji studenckiej "Borussia", obecnie budynek użyteczności publicznej (m.in. komornik) ulica Nowa 6 | 1896 r., 1910 r. - przebudowa (oba projekt Karl Klimm) gez, mpzp                                                                                             |            |
| Kamienica ulica Nowa 8 | około 1930 r. gez, mpzp |            |
| Kamienica ulica Nowa 12 | około 1930 r. gez, mpzp |            |
| Kamienica ulica Nowa 14 | około 1930 r. gez, mpzp |            |
| Budynek – fragment odlewni dzwonów, obecnie budynek Zespołu Szkół Plastycznych ulica Piotra Skargi 23b | XIX/XX wiek, po 1945 r. gez, mpzp |            |
| strona południowa i wschodnia | |            |
| Zespół Bastionu Sakwowego, następnie wzgórza widokowego z zabudową rozrywkowo-rekreacyjną (Liebichs Höhe), obecnie Wzgórze Partyzantów ulica Piotra Skargi | XVI w., XIX w., l.40. XX w. gez, mpzp |            |
| Kolumnada, tzw. Liebicha i pawilon perystylowy w zespole bastionu Sakwowego, następnie wzgórza widokowego z zabudową rozrywkowo-rekreacyjną (Liebichs Höhe), obecnego Wzgórza Partyzantów ulica Piotra Skargi 18                                                                                           | lata 1866-1867 gez, mpzp |            |
| Budynek toalet w zespole Bastionu Sakwowego, następnie wzgórza widokowego z zabudową rozrywkowo-rekreacyjną (Liebichs Höhe), obecnego Wzgórza Partyzantów ulica Piotra Skargi | 1897 r. gez, mpzp |            |
| Kuchnia w zespole Bastionu Sakwowego, następnie wzgórza widokowego z zabudową rozrywkowo-rekreacyjną (Liebichs Höhe), po 1945 r. obserwatorium, obecnie restauracja na Wzgórzu Partyzantów ulica Piotra Skargi 18a                                                                                         | lata 1897–1898 (projekt Karl Klimm, Julius Nathansohn), po 1945 r. (przebudowa) gez, mpzp                                                                    |            |
| Wieżyczka w zespole Bastionu Sakwowego, następnie wzgórza widokowego z zabudową rozrywkowo-rekreacyjną (Liebichs Höhe), obecnego Wzgórza Partyzantów ulica Piotra Skargi | 1894 r. gez, mpzp |            |
| Ziemna basteja, od 1591 r. - Bastion Sakwowy, po 1943 r. – bunkier sztabu wojsk Festung Breslau, obecnie pozostałości obronne (kazamaty) w zespole Bastionu Sakwowego, następnie wzgórza widokowego z zabudową rozrywkowo-rekreacyjną (Liebichs Höhe), obecnego Wzgórza Partyzantów ulica Piotra Skargi 18 | lata 30. XVI wieku, 1591 r. (projekt H. Schneider von Lindau), 1813 r., po 1943 r. (przebudowa na bunkier); XIV–XVI-XIX wiek A/2714/211 z dnia 30.12.1970 r. |            |
| Promenada Staromiejska (wzdłuż Fosy Miejskiej), w miejscu dawnych fortyfikacji obronnych) | po 1807 r., proj. 1813 r. (J.F. Knorr) gez, mpzp |            |
| Fosa Miejska | mpzp |            |

## Osie widokowe
Wzdłuż drogi wewnętrznej przebiegającej na tyłach posesji przy ulicy Piotra Skargi 23-31 oraz wzdłuż przebiegającej południkowo części ulicy Nowej, wyznaczono podlegającą ochronie oś widokową w kierunku południowym. Taki zapis ma na celu ochronę panoramy Wzgórza Partyzantów, zieleni oraz zlokalizowanych tu budowli i budynków.

## Wrocławskie krasnale

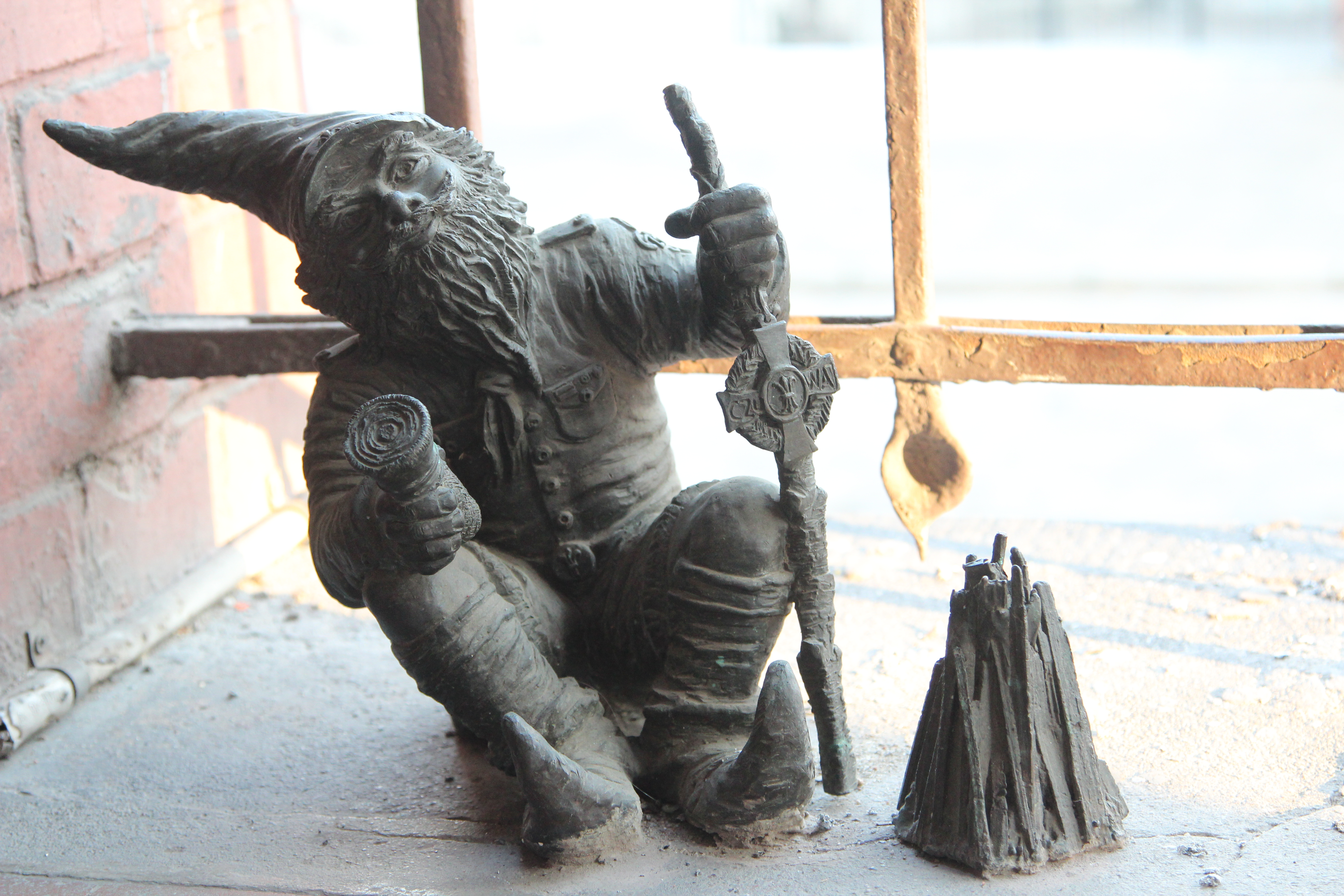
Krasnal "Harcerz"

Przy ulicy zamontowano figurkę z serii wrocławskich krasnali o nazwie "Harcerz". Umiejscowiona jest przy ulicy Nowej 6. Jej instalacja związana jest z faktem, że pod tym numerem znajduje się budynek Komendy Chorągwi Dolnośląskiej Związku Harcerstwa Polskiego.